# Physalaemus irroratus
Espèce
Statut de conservation UICN

 DD  : Données insuffisantes
Physalaemus irroratus est une espèce d'amphibiens de la famille des Leptodactylidae.

## Répartition
Cette espèce est endémique de l'État du Minas Gerais au Brésil. Elle se rencontre à environ 800 m d'altitude dans la Serra do Cariri dans la municipalité de Santa Maria do Salto,.

## Publication originale
- Cruz, Nascimento & Feio, 2007 : A new species of the genus Physalaemus Fitzinger, 1826 (Anura, Leiuperidae) from Southeastern Brazil. Amphibia-Reptilia, vol. 28, no 4, p. 457-465 (texte intégral).